# 별난 물질
별난 물질(Exotic matter)은 고체, 액체, 기체와는 다른 특성의 물질이다.

## 역사
별난 물질은 초전도체, 초유동체, 얇은 자기장 등에서 나타나는 특이상태의 물질을 말한다.
2016년 10월 4일, 왕립 스웨덴 과학한림원은 데이비드 사울레스 미국 워싱턴대 명예교수, 마이클 코스털리츠 브라운대 교수, 덩컨 홀데인 프린스턴대 교수를 2016년 노벨 물리학상 수상자로 공동 선정했다. 위상수학(topology)을 통해 이종물질을 설명하는데 성공했다.
2019년 1월 21일, 한국의 기초과학연구원(IBS) 강상관계 물질 연구단 박제근 부연구단장(서울대 물리천문학부 교수) 팀이 정현식 서강대·박철환 서울대 교수와 공동연구를 통해 별난 물질 특징을 세계 최초로 실험으로 규명했다.

## 워프 드라이브
스타트렉에 나오는 광속 보다 몇배 빠르게 스타십을 이동시키는 엔진을 워프 드라이브라고 한다.
1994년, 멕시코의 물리학자 미겔 알쿠비에레가 내놓은 계산에 기반해 이론상으로 빛보다 빠른 여행이 가능한 것으로 나타났다. 미겔 알쿠비에레는 별난 물질(exotic matter)고리, 치우치지 않은 거품, 평평우주를 이용해 우주선을 운행하면 정상 우주에서 빛보다 10배나 빠르게 그 주변 우주로 순식간에 이동할 수 있다는 것이다. 기존 물리학 상식으로서는 그 어떤 것도 우주공간을 통해 빛보다 빠르게 날 수는 없다. 이 워프 드라이브는 음의 질량이 있지 않으면 작동할 수 없기 때문에, 이 별난 물질이 꼭 필요하다. 알쿠비에레 드라이브 참조.
EmDrive는 2000년 영국의 로저 쇼어(Roger Shawyer)박사가 개발한 전자기파 추진기를 말한다. 연료가 필요없다. 태양열 전지로만 우주선이 가속할 수 있다. EmDrive와 워프 드라이브는 무관하다, 관련있다는 주장이 대립하고 있다.

## 같이 보기
- 워프 드라이브